# Терещенко Семен Артемійович
Терещенко Семен Артемович (нар. 25 травня 1839, Глухів — пом. 1893) — дійсний статський радник. Син Артемія Яковича, брат Ніколи та Федора Терещенків.

## Біографія
Семен Артемович навчався у Глухівському повітовому училищі.
26 жовтня 1866 року він був затверджений на посаді директора Глухівського міського банку на якій пропрацював до жовтня 1870 року. З 26 вересня 1870 року обіймав посаду чиновника особливих доручень VII класу при Головному Попечителеві Імператорського Людинолюбного товариства (рос. Главный Попечитель Императорского Человеколюбивого общества). 24 серпня та 18 жовтня 1871 року разом з дружиною та синами був внесений до І частини родовідної книги Курської губернії.
1890 року володів Глушковською сукняною фабрикою (Путивльський повіт).